# Rio Manso
Rio Manso est une municipalité brésilienne de l'État du Minas Gerais et la Microrégion d'Itaguara.